# فستق إضافي
في السياسة الزراعية للولايات المتحدة، يشير الفستق السوداني الإضافي (أو الإضافات ) إلى الفستق السوداني الذي يتم بيعه من المزرعة في أي سنة تسويقية تزيد عن كمية الحصص من الفول السوداني (انظر حصة جنيه الفول السوداني ) المباعة من تلك المزرعة. يجب تصدير الفستق السوداني الإضافي أو طحنه وتحويله إلى زيت أو وجبات طعام. الإضافات مؤهلة فقط للحصول على أقل من مستويين لدعم الأسعار المتاحين في إطار برنامج دعم أسعار الفول السوداني. يتم تعيين معدل القروض الإضافية المنخفضة لضمان عدم تكبد مؤسسة ائتمان السلع خسائر عند بيعها والتصرف فيها.
عند تحديد مستوى الدعم لهذا، يُطلب من وزارة الزراعة الأمريكية أيضًا مراعاة الطلب على زيت الفستق السوداني ووجبة الطعام، والأسعار المتوقعة للزيوت النباتية الأخرى ووجبات البروتين، والطلب على الفول السوداني في الأسواق الخارجية. بموجب قانون العدل لعام 1996 ، لا تزال القروض المتاحة للفول السوداني الإضافي متاحة.